# Internationale Tijgerdag
Internationale Tijgerdag (Engels: Global Tiger Day of International Tiger Day) is een jaarlijkse viering op 29 juli om het bewustzijn voor het behoud van tijgers te vergroten. Het doel van de dag is het promoten van een wereldwijd systeem voor de bescherming van de natuurlijke habitats van tijgers, het vergroten van het publieke bewustzijn en de steun voor problemen van het behoud van tijgers. Het is aangetoond dat Internationale Tijgerdag effectief is in het vergroten van het online bewustzijn over tijgers door middel van het zoeken naar informatie.

## Geschiedenis
Internationale Tijgerdag werd in 2010 opgericht tijdens de Tiger Summit in de Russische stad Sint-Petersburg.

### 2017
De zevende jaarlijkse Global Tiger Day werd op verschillende manieren over de hele wereld gevierd. Er zijn lokale evenementen georganiseerd in Bangladesh, Nepal en India, maar ook in landen die niet tot het tijgergebied behoren, zoals Engeland en de Verenigde Staten. Sommige beroemdheden deden ook mee door hun profielfoto's op sociale media te verwijderen. Het Wereld Natuur Fonds (WWF) zette de promotie van de "Double Tigers"-campagne voort door te investeren in parkwachters. Verschillende bedrijven werkten samen met het WWF om het bewustzijn te vergroten.

### 2018
Meer bewustzijn in de hele wereld van tijgerpopulaties en de uitdagingen voor hun natuurbeschermers. India telt elke vier jaar het aantal wilde tijgers en liet een veelbelovende stijging zien van 1411 in 2006 naar 2226 in 2014. De trend voor de stijgende populatie tijgers in India is als volgt:
1. In het jaar 2006 - 1411
2. In het jaar 2010 - 1706
3. In het jaar 2014 - 2226
4. In het jaar 2019 - 2967
5. In het jaar 2023 - 3167 [14]

In april 2023 uitte de premier zijn geluk dat India in het 75e jaar van de Indiase onafhankelijkheid de thuisbasis is van 75% van de tijgerpopulatie in de wereld. Het is ook toeval, zo vervolgde de premier, dat de tijgerreservaten in India 75.000 vierkante kilometer land beslaan en dat de tijgerpopulatie in het land de afgelopen tien tot twaalf jaar met 75 procent is toegenomen.

### 2019
Op 29 juli maakte de Indiase premier Narendra Modi bekend dat het aantal Indiase tijgers was gegroeid tot 3.000.

### 2022
Ter gelegenheid van de Global Tiger Day 2022 brachten de Zuid-Koreaanse zangers Hoshi en Tiger JK op 29 juli een single uit genaamd "Tiger".

### 2023
In India is de tijgerpopulatie aanzienlijk toegenomen, tot 3.682, tegen 2.967 in 2018. Dit betekent een opmerkelijke stijging van bijna 24% binnen een tijdsbestek van vier jaar. Deze cijfers weerspiegelen een positieve trend en overtreffen de 3.167 tijgers die premier Narendra Modi meldde tijdens een evenement in Mysore op 9 april. Deze aankondiging viel samen met een programma ter herdenking van 50 jaar Project Tiger, een gerenommeerd natuurbehoudsinitiatief dat wereldwijd wordt geprezen om zijn inspanningen.